# FilmPolski.pl
FilmPolski.pl — сетевая база данных польского кино, создана и поддержана Высшей государственной школой кинематографа, телевидения и театра имени Леона Шиллера в Лодзи. Сайт запущен в марте 1998 года, предоставляет подробную информацию о всех польских фильмах, в том числе полнометражных художественных картинах и телевизионных сериалах, документальных, анимационных фильмах и телевизиознных театральных постановках, созданных за последние сто лет. Сайт также включает в себя подробные биографии польских кинематографистов и их фильмографии.
Раздел сайта «Календарь» предоставляет в доступной форме информацию о важных событиях, которые имели место в мире кинематографа за последние сто лет и актуальные новости кино сегодня.
Часть сайта «Фильмы в польской прессе» является избранной библиографией польских фильмов из отобранных польских периодических изданий, преимущественно из библиотеки Национальной киношколы. Библиография разрабатывается на постоянной основе с 1994 года и постепенно обновляется до статей прошлых лет.
С 1 января 2014 года в базе FilmPolski.pl в качестве сервиса был запущен архив киношколы в Лодзи, в котором представлена информация о наилучших киноэтюдах, созданных студентами киношколы с 1948 года.
По посещаемости сайт FilmPolski.pl занимает 38 027 место в мире, 1099 место в Польше, 505 место в категории «Искусство и развлечения/Кино». За период с июня по ноябрь 2016 года количество посещений сайта возросло c 782 167 до 1 090 767 (+32,95 %). Наибольшей популярностью сайт пользуется в Польше, привлекая из этой страны 86,73 % трафика.